# Ntinos Aggelidīs
Kōnstantinos Aggelidīs, detto Ntinos (in greco Κωνσταντίνος "Ντίνος" Αγγελίδης?; Vienna, 5 aprile 1969), è un ex cestista greco.

## Carriera
Con la Grecia ha disputato i Giochi olimpici di Atlanta 1996 e tre edizioni dei Campionati europei (1989, 1991, 1995).

## Palmarès
- Campionato greco: 1

Aris Salonicco: 1990-91
- Coppa di Grecia: 2

Aris Salonicco: 1991-92, 1997-98
- Coppa d'Europa: 1

Aris Salonicco: 1992-93
- Coppa Korać: 1

Aris Salonicco: 1996-97